# 淮南南站
淮南南站是京港高速铁路商合段的一座车站，位于中国安徽省淮南市田家庵区三和镇，地处安徽理工大学山南校区东南侧，站房中心里程DK299+300，由中国铁路上海局集团淮南西直属站管辖，2019年12月1日启用。

## 车站结构
淮南南站以“中州鼎立、魅力淮南”为设计主题，站房面积15000平方米，采用“四鼎相铸”造型，设地上两层，架空层一层，地下一层，站场规模为2台6线。本站两层均有候车区，但一层候车区无法直通站台，仍需从候车区外的平台上行至天桥，再前往各个站台乘车。
| 站房 2层 | 候车室   | 2层候车室、检票口、进站天桥           |
| 站房 1层 | 售票区   | 售票处                                |
| 站房 1层 | 候车室   | 进站口、安检                          |
| 站房 1层 | 候车室   | 候车区、检票口、进站通道              |
| 站台     | 1站台    | 商杭客运专线 往杭州东方向（水家湖站） |
| 站台     | 岛式站台 |                                       |
| 站台     | 2站台    | 商杭客运专线 往杭州东方向（水家湖站） |
| 站台     | 正线     | 商杭客运专线下行列车通过线            |
| 站台     | 正线     | 商杭客运专线上行列车通过线            |
| 站台     | 3站台    | 商杭客运专线 往商丘方向（寿县站）     |
| 站台     | 岛式站台 |                                       |
| 站台     | 4站台    | 商杭客运专线 往商丘方向（寿县站）     |
| 架空层   | 地道     | 出站地道、站前广场                    |